# Histoire de l'Australie-Méridionale
Cet article décrit l'histoire de l'état australien d'Australie-Méridionale. L'Australie-Méridionale est le seul État qui n'ait pas commencé son existence en accueillant des bagnards. Le début officiel de la colonisation est 1836. Le principe premier de la colonie fut d'appliquer la théorie d'Edward Gibbon Wakefield qui souhaitait développer une économie basée sur un équilibre entre agriculteurs, artisans et financiers dans une province de liberté et de tolérance religieuse. En 1901, il devint un État de la fédération australienne.

## Histoire

### Peuplement des Aborigènes
Les Aborigènes d'Australie ne connaissant pas l'écriture, toute la période pendant laquelle ils ont été les seuls habitants du continent australien est classée dans la Préhistoire du continent.
La première présence humaine sur le continent australien remonte entre 40 000 à 60 000 ans avant notre ère, suivant les différents chercheurs. À cette époque, huit détroits séparaient Java et l'Australie. Les premières personnes durent donc arriver en bateau au nord de l'Australie, découvrant un horizon inconnu. Les colons se sont ensuite déplacés progressivement vers le sud et, par la suite, sont arrivés en l'Australie-Méridionale. Il y a environ 13 000 ans, à la fin de la période glaciaire, la Nouvelle-Guinée et la Tasmanie se sont séparées du reste du continent et les Aborigènes d'Australie ont commencé une longue période d'isolement coupée de toute influence extérieure.
Les populations aborigènes avaient une mythologie commune appelée le temps du rêve ou le rêve. Le « temps du rêve » explique les origines du monde, de l’Australie et de ses habitants. L'art indigène australien est l'une des traditions les plus anciennes du monde.

### Colonisation européenne

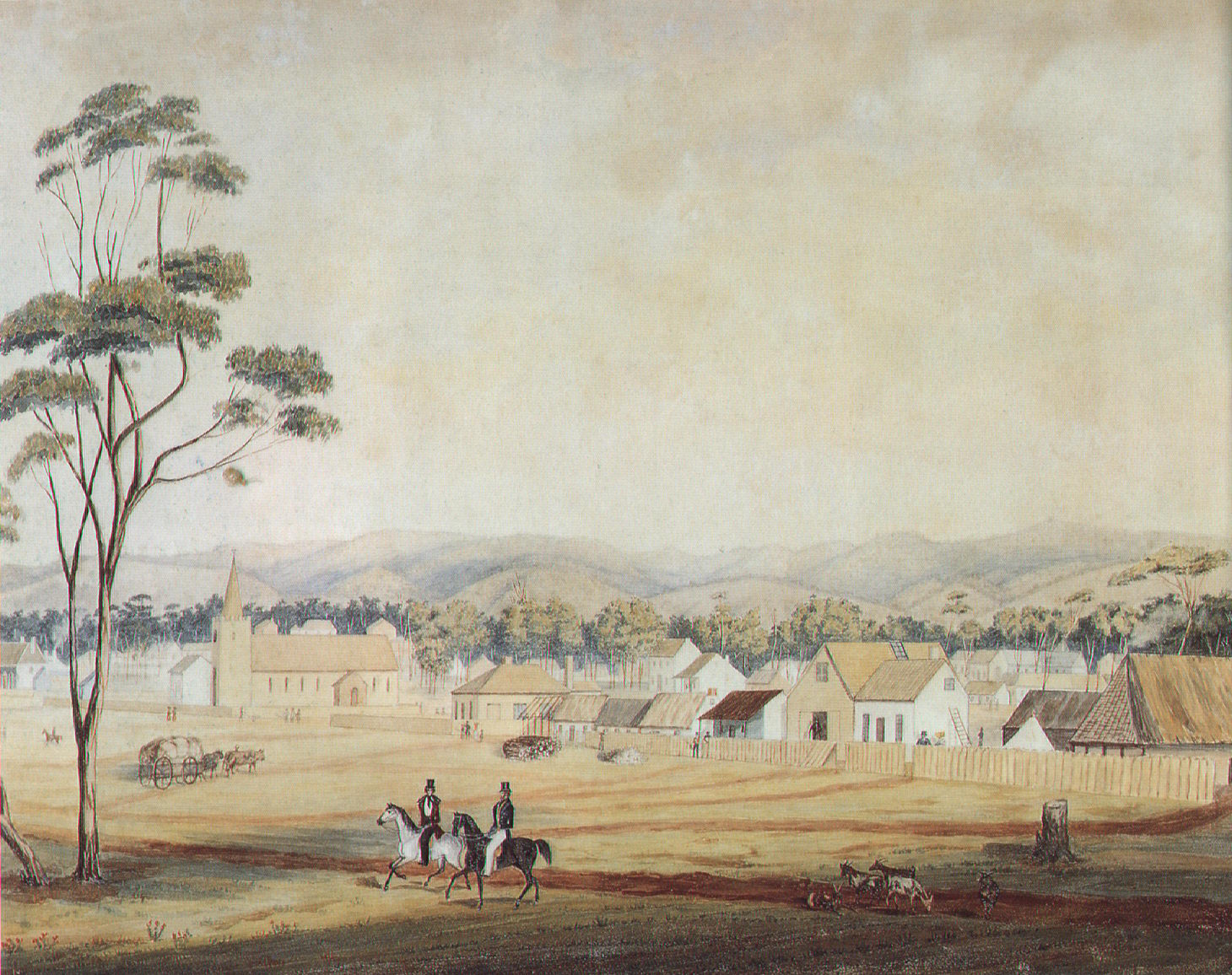
Adélaïde en 1839.

Le premier européen connu pour avoir exploré les côtes de l'Australie-Méridionale est le Hollandais François Thijssen qui longea les côtes en 1627 à bord du Gulden Zeepaert. Il appela l'île "Pieter Nuyts Land", du nom de l'officier le plus gradé à bord. Les premières cartes de des côtes furent l'œuvre de Matthew Flinders et Nicolas Baudin en 1802. Baudin appela l'île "Terre Napoléon".
En 1834, le parlement britannique vota le "South Australia Act 1834" qui permit la création de la province. L'acte attribuait 802 511 km2 à une colonie d'hommes libres. Le but de cette création était de construire une société britannique idéale de personnes libres, avec une liberté de religion et une absence de chômage.
Les premiers colons arrivés (636 personnes à bord de neuf vaisseaux) s'installèrent provisoirement à Kingscote sur Kangaroo Island, jusqu'au choix définitif du site de peuplement à l'emplacement actuel d'Adélaïde. Les premiers immigrants arrivèrent à la baie Holdfast en novembre 1836 et la création de la colonie fut officiellement proclamée le 28 décembre 1836, connu maintenant sous le nom de "Proclamation Day".
Adélaïde fut dès le départ une colonie sans forçats, une ville d'hommes libres avec une liberté religieuse et civile basée sur les idées d'Edward Gibbon Wakefield. Wakefield pouvait savoir ce qu'il se passait dans la colonie australienne alors qu'il était en prison à Londres pour une tentative d'enlèvement et il comprit très vite que les colonies de l'est de l'Australie souffraient d'un manque de terres à distribuer en raison d'une distribution trop généreuse à tous les nouveaux arrivants. L'idée maitresse de Wakefield était que le gouvernement devait contrôler les terres et ne les vendre que si le prix des terrains à vendre se situait à un niveau assez haut pour le rendre inabordable aux ouvriers agricoles et aux journaliers. L'argent recueilli par la vente des terres serait utilisé pour faire venir des migrants qui devraient travailler dur pour les colons déjà installés avant de pouvoir acheter leur propre propriété. Le résultat de cette politique fut qu'Adélaïde n'eut pas à employer des bagnards comme Sydney, Perth, Brisbane et Hobart les autres capitales coloniales australiennes. L'économie de la région se consolida avec l'arrivée des premiers troupeaux de bétail en provenance de Nouvelle-Galles du Sud et de Tasmanie. Le commerce de la laine prit très rapidement une place importante. Le commerce avec le reste des colonies australiens put se développer lorsqu'un habitant d'Adélaïde, Francis Cadell montra qu'on pouvait naviguer sur le fleuve Murray.
Le XIXe siècle fut une période d'explorations éprouvantes pour des Européens en Australie méridionale. Les premiers explorateurs ont souffert de grandes privations. Charles Sturt contracta le scorbut en menant une expédition au centre du continent australien pour essayer de trouver une mer intérieure qui n'existait pas. John McDouall Stuart a atteint le centre géographique du continent en 1860.
En 1860, le gouvernement d'Australie-Méridionale offrit une prime de 2 000 livres à qui trouverait un itinéraire sud-nord au long duquel pourrait être établie une ligne télégraphique entre Adélaïde et Darwin. Stuart partit en mars 1860 avec seulement deux compagnons et treize chevaux. Il contourna le lac Eyre, déjà connu à l'époque, et progressa avec une rapidité étonnante jusqu'à 560 km au nord du site actuel d'Alice Springs, où, les aborigènes étant trop menaçants, il dut rebrousser chemin, revenant à Adélaïde en octobre 1860. Il repartir un mois plus tard, mais dut à nouveau abandonner, ses compagnons souffrant de scorbut et d'épuisement. En octobre 1861, la troisième tentative finit par réussir, et il atteignit l'océan Indien à l'est de Darwin le 24 juillet 1862, pour un parcours de 3 200 km. Le voyage de retour fut extrêmement éprouvant, les hommes parvenant à rejoindre Adélaïde en décembre, à demi morts d'épuisement et de maladie, pour apprendre qu'ils avaient été devancés par l'expédition de Burke et Wills. Cependant, ces derniers périrent sur la route du retour.

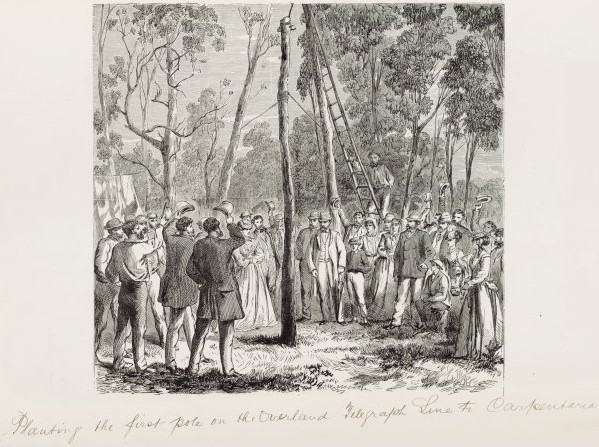
Premier poteau de la Ligne télégraphique transaustralienne à Adélaïde.

Cependant, lorsque les ingénieurs établirent la liaison télégraphique, ils utilisèrent presque entièrement la route suivie par Stuart, qui avait noté scrupuleusement les points d'eau et les étapes du voyage. La Ligne télégraphique transaustralienne d'Adélaïde à Darwin achevée en 1872, a permis des communications rapides entre l'Australie et le reste du monde. La construction du The Ghan, le chemin de fer qui relie les villes de d'Adélaïde et de Darwin a été commencé en 1878 mais pas accomplie jusqu'en 2004. La construction de l'Indian Pacific, le chemin de fer qui traverse l'Australie-Méridionale et relie les villes de Perth et de Sydney, a été commencé  en 1917 mais ne s'est achevée qu'en 1970.
L'Australie-Méridionale devint une colonie autonome en 1856 avec la ratification d'une nouvelle constitution par le parlement britannique. Le vote à bulletin secret fut introduit et un parlement à deux chambres fut élu le 9 mars 1857, alors que la colonie avait 109 917 habitants. Les hommes ont été autorisés à voter au suffrage universel - y compris les indigènes - en Australie-Méridionale à partir des années 1850 (soit avant des nations européennes comme la Grande-Bretagne, la France et l'Allemagne). La loi britannique fut appliquée dans chaque colonie, lorsque le Royaume-Uni autorisa chacune d'entre elles à se doter d’un gouvernement responsable et évolua avec le temps. Le gouvernement britannique garda toutefois le contrôle de certains domaines comme les affaires étrangères, la défense et le commerce international.
L'université d'Adélaïde fut créée en 1874, le Musée national d'Australie-Méridionale ouvrit en 1881.
Dans les années 1890, l'Australie fut affectée par une sévère dépression économique mettant fin à une période de développement tumultueuse. Adélaïde ne fut pas autant frappée que Sydney ou Melbourne et la découverte d'argent et de plomb à Broken Hill en Nouvelle-Galles du Sud, à la frontière de l'Australie-Méridionale, permit d'atténuer la crise.
Vers la fin du XIXe siècle, l'art des peintres et la prose des écrivains ont fait naître un sentiment croissant d'identité nationale et des hommes politiques ont fait campagne pour une fédération indépendante des colonies, avec la reine Victoria en tant que souveraine.
En 1894, l'Australie-Méridionale fut la première colonie australienne à donner le droit de vote aux femmes (le deuxième pays au monde à accorder ce droit) et à leur donner le droit d'être élue au parlement. Catherine Helen Spence fut la première femme candidate à un poste politique et fut choisie pour être déléguée de l'Australie-Méridionale à la convention qui vota la Constitution australienne.

### Histoire contemporaine

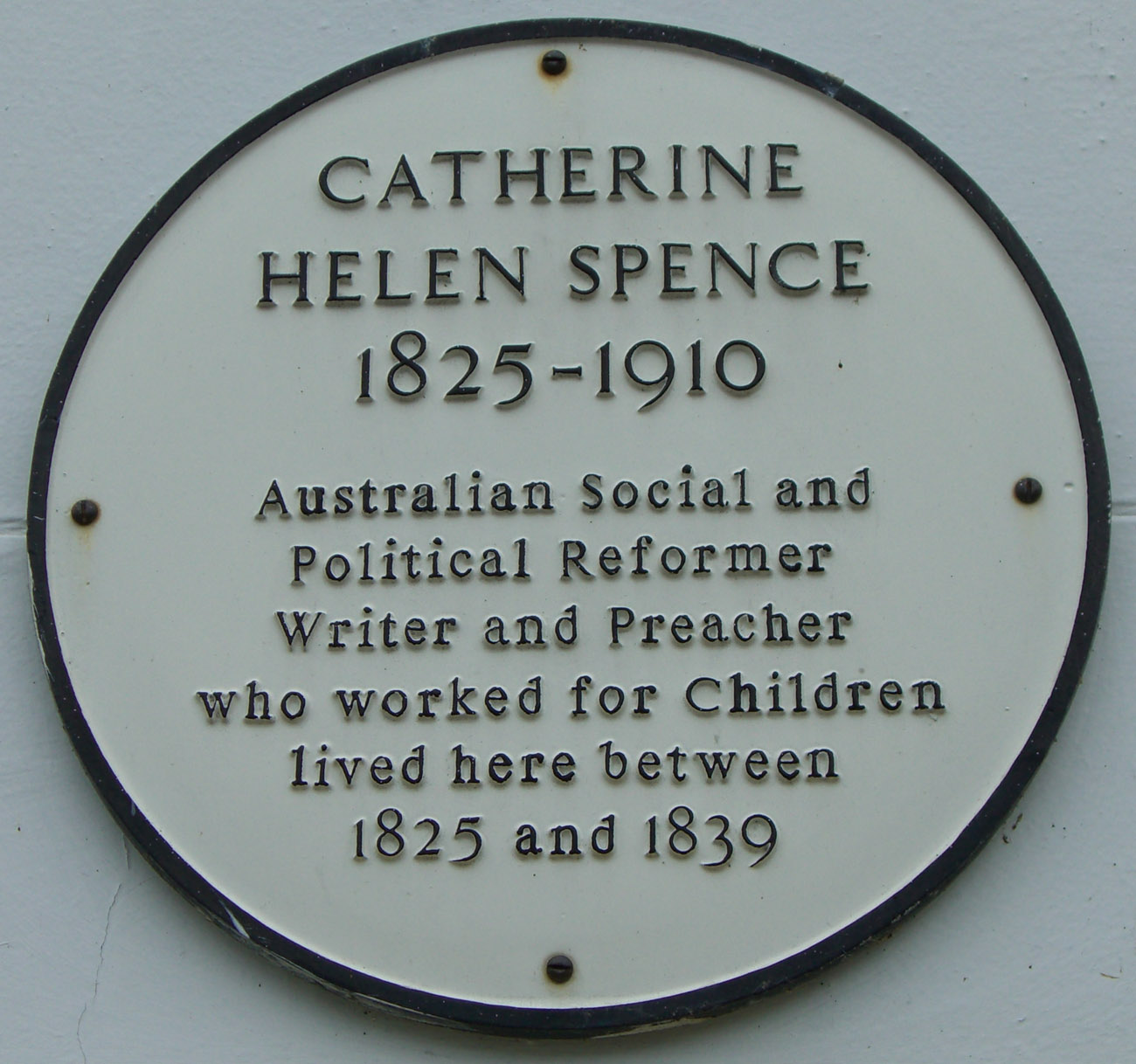
Fondé comme colonie libre, l'Australie méridionale a été souvent à la tête d'avant-garde de la réforme politique: en 1894, il devenu le deuxième pays au monde à donner le droit de vote aux femmes ; et en 1976 il a nommé le premier indigène comme gouverneur d'un état australien.

Depuis 1901, l'Australie méridionale est un État de la Fédération de l'Australie, et la Constitution de l'Australie régule ses relations avec le gouvernement et le parlement fédéral.
Le drapeau de l'état fut choisi officiellement le 13 janvier 1904 : il porte, sur fond bleu, le drapeau britannique dans le quart supérieur gauche avec les armes de l'état au centre et à droite. Les armes représentent un "Piping Shrike" un oiseau imaginaire avec les ailes déployées sur un disque jaune symbolisant un soleil levant. Il semble que les armes de l'état aient été créées par Robert Craig de l'école des Beaux-Arts d'Adélaïde.
Le « Woomera Rocket Range », (base de lancement de Woomera) a été établi en 1947, comme projet commun entre la Grande-Bretagne et l'Australie. Au début des années 1950 c'était le deuxième site de lancement le plus occupé au monde, après Cap Canaveral, en Floride). En 1967 un lanceur Sparta lance le premier satellite australien, construit par Australian Weapons Research et l'université d'Adélaïde, depuis Woomera La base de Woomera n'est plus utilisée pour lancer des satellites depuis ce dernier tir en 1971 - bien que la recherche sur les fusées et les technologies spatiale et de l'aviation se poursuit sur place.
En 1976, Sir Douglas Nicholls, devient le premier indigène gouverneur d'un état australien en Australie-Méridionale.
Depuis 1954, une conduite d'eau souterraine prend de l'eau du Murray à Mannum pour alimenter Adélaïde et un aéroport international a été mis en service à West Beach en 1955. Un plan d'immigration a permis de faire rentrer 215 000 immigrants de toute nationalité dans l'état entre 1947 et 1973. Dans les années 1970, le gouvernement Don Dunstan envisagea de faire de la ville un vaste centre culturel et entreprit un grand programme de réformes économiques. En 1992, la faillite de la banque d'état, la "State Bank of South Australia" plongea l'État et tout le pays dans une période de récession économique dont les effets durèrent jusqu'en 2004, quand l'agence Standard & Poor's remit le pays dans les clients solvables.